# Dunes de Flandres
Pour les articles homonymes, voir Dune (homonymie).
Les Dunes de Flandres sont un territoire du littoral français de la mer du Nord, au nord du département du Nord.
La côte des dunes de Flandres est souvent assimilée à la Côte d'Opale toute proche (frange littorale du Pas-de-Calais), qui géographiquement s'arrête à l'estuaire de l'Aa. C'est la partie la plus septentrionale du littoral français : elle constitue la bordure littorale de la Flandre française et jouxte la province de Flandre occidentale belge (West-Vlaanderen) et la côte belge dont elle a les mêmes caractéristiques naturelles.

## Syndicat intercommunal
Le Syndicat intercommunal des Dunes de Flandre (SIDF) regroupe quatre communes :
1. Dunkerque
2. Zuydcoote
3. Leffrinckoucke
4. Bray-Dunes

Il est chargé de la propreté des plages, de la surveillance des plages et de l'animation de la zone littorale. Sur ce dernier point, le syndicat est l'organisateur de nombreux événements — « Tournée des plages des Dunes de Flandre » avec concerts et sports de sable notamment.
Le syndicat apporte également son soutien à de nombreux partenaires, tout au long de l'année, qu'il s'agisse d'associations ou des collectivités publiques de son territoire.

## Site naturel protégé
Les quatre sites suivants sont propriétés du conseil général du Nord et sont gérés par le Conservatoire du littoral
- Réserve naturelle de la Dune Marchand
- Dune fossile de Ghyvelde
- Dune Dewulf
- Dunes du Perroquet

Elles sont aussi classées au titre du réseau Natura 2000.